# Беатріче Форесті
Беатріче Форесті (італ. Beatrice Foresti; нар. 29 жовтня 1998) — італійська легкоатлетка, яка спеціалізується в спортивній ходьбі.

## Спортивні досягнення
Переможниця (в командному заліку) командного чемпіоната Європи з ходьби на дистанції 35 км (2021).
Бронзова призерка (в командному заліку) командного чемпіоната Європи з ходьби на дистанції 50 км (2019).